# Twi (sprog)
Twi er et sprog i Ghana. Det er det næstmest udbredte sprog i Ghana efter engelsk. Twi blev talt i det forhenværende Ashanti kongedømme.
| Sprog | Spire Denne artikel om sprog er en spire som bør udbygges. Du er velkommen til at hjælpe Wikipedia ved at udvide den. |